# Nebo grandis
Espèce
Nebo grandis est une espèce de scorpions de la famille des Diplocentridae.

## Distribution
Cette espèce est endémique du Yémen.

## Description
La femelle holotype mesure 142,4 mm, les femelles mesurent de 120 à 145 mm.

## Publication originale
- Francke, 1980 : Revision of the genus Nebo Simon (Scorpiones: Diplocentridae). Journal of Arachnology, vol. 8, no 1, p. 35-52 (texte intégral).